# مركز لورا للتعافي
مركز لورا للتعافي  (بالإنجليزية:  Laura Recovery Center)‏ ، مؤسسة غير هادفة للربح، تعمل على الإحالة دون الوقوع ضحية لـ عمليات الاختطاف، ومساعدة أولئك الذين تعرضوا للاختطاف على التعافي واستعادة توازنهم مره أخرى. يقع المركز في مدينة (فريندزوود) بولاية تكساس الأمريكية، وقد سمي نسبة إلى (لورا كيت سميثر 23 إبريل 1984- 3إبريل 1997) التي اختطفت وقتلت بالقرب من منزلها في (فريندزوود) وهي دون ال12 عام.

## تاريخ المركز وأهدافه
تأسس المركز في _إبريل 1998) على يد (بوب وجاي سميثر) والدا لورا، كرد فعل على الحادث الأليم التي تعرضت له ابنتهما في (إبريل 1997).  اختطفت لورا أثناء قيامها بجولة بالقرب من منزلها، وبعد غيابها، تطوع أكثر من 6000 شخص للبحث عنها في مساحة 800 ميل (2000 كيلومتر مربع)، وقد وجد جثمانها بعد حوالي سبعة عشر يومًا من اختفائها في (20 إبريل 1997) في بركة المياه التي تبعد 10 أميال عن منزلها. وبقيت قضية مقتلها دون حل.
تـُركز أنشطة المركز على تعليم وتنظيم فرق بحث مجتمعية فيما يتعلق باختطاف وسلامة الأطفال، كما تقدم  الدعم لعائلات الأطفال المفقودين على موقع المركز، بإنشاء صفحات اعلانية مجانية عبر الإنترنت، والتعريف بالأطفال المفقودين، والوصول إلى دليل البحث الخاص بالمركز.
أول ما يقوم المركز به عند تبنى إحدى حالات الاختطاف، هو نشر اعلان يشمل بيانات الطفل المفقود على صفحات الأطفال المفقودين عبر الإنترنت، وارسالها عبر البريد الإلكتروني لزوار الموقع للمساعدة في نشر المعلومات حول الطفل المفقود. وقد بدء مركز لورا للتعافي بإضافة  رموز الاستجابة السريعة إلى نشراتها في أكتوبر 2010، والذي يساعد في توصيل المستخدمين من هواتفهم الذكية إلى الصفحات التي  يمكنهم المساعدة من خلالها لنشر أوسع للمعلومات. وتتوفر خريطة لموقع المركز، وعمليات البحث المنظمة ومعلومات الخرى عبر موقع المركز.

### عمليات البحث
نظم مركز لورا للاستعادة العديد من فرق البحث التي تقود عمليات البحث عن الأطفال المختطفين، بما في ذلك عمليات البحث عن (دانيال فان دام) و (مورغان هارينجتون). كان البحث عن (دانيال فان دام) أول جهد جماعي خارج نظام المجموعة، وكان واحدًا من أكبر الجهود التطوعية في البحث في تاريخ كاليفورنيا. حيث قام المئات من المتطوعين بالبحث في الصحاري والطرق السريعة والمناطق النائية لمدة أسابيع. وقد تم العثور على جثتها بواسطة أحد الأحزاب التابعة للمركز.